# Grand Prix automobile d'Azerbaïdjan 2022
GP précédent GP suivant
Le Grand Prix automobile d'Azerbaïdjan 2022 (2022 Formula 1 Azerbaijan Grand Prix) disputé le 12 juin 2022 sur le circuit urbain de Bakou, est la 1065e épreuve du championnat du monde de Formule 1 courue depuis 1950. Il s'agit de la cinquième édition du Grand Prix d'Azerbaïdjan comptant pour le championnat du monde de Formule 1 et la huitième manche du championnat 2022. Ce Grand Prix, qui n'avait pas été disputé en 2020 dans le contexte de la pandémie de Covid-19, est revenu en 2021 pour une édition organisée à huis clos.
Charles Leclerc obtient sa sixième pole position en huit épreuves disputées, sa quatrième consécutive et la quinzième de sa carrière. Il devance les deux Red Bull RB18 lors de sa deuxième tentative en Q3 ; Sergio Pérez l'accompagne sur la première ligne en se montrant plus rapide que Max Verstappen, comme à Monaco deux semaines plus tôt. Carlos Sainz Jr. est en deuxième ligne derrière le champion du monde en titre ; à une seconde, George Russell réalise le cinquième temps. Pierre Gasly se hisse à ses côtés en troisième ligne et devance Lewis Hamilton qui part devant Yuki Tsunoda. Six titres mondiaux garnissent la cinquième ligne avec Sebastian Vettel et Fernando Alonso. 
Red Bull Racing obtient le vingtième doublé de son histoire, son troisième de la saison, et Max Verstappen remporte sa 25e victoire (autant que Jim Clark et Niki Lauda) en s'imposant pour la cinquième fois de l'année au terme des 51 tours de course ; aucune des Ferrari F1-75, victimes d'un manque de fiabilité, n'étant à l'arrivée, le champion du monde en titre et son écurie font le « break » dans les deux championnats, alors que Sergio Pérez ravit à Charles Leclerc la deuxième place du classement. George Russell monte sur son troisième podium en 2022, devant Lewis Hamilton qui a souffert le martyre en raison du talonnage incessant de sa monoplace, s'en extrayant avec de vives douleurs au dos. 
Sergio Pérez prend un meilleur départ que Charles Leclerc et le devance au premier virage. La situation évolue après huit tours quand Carlos Sainz s'arrête dans l'échappatoire du virage no 4 sur panne hydraulique, ce qui déclenche une procédure de voiture de sécurité virtuelle. Son coéquipier comme plusieurs autres pilotes mais pas ceux de Red Bull, en profite pour effectuer un « arrêt gratuit » et reprendre la piste en pneus durs. Au quinzième tour, dans la grande ligne droite, Verstappen attaque Pérez qui ne défend pas sa position. Quand ils rentrent chausser leurs pneus durs, Leclerc prend la tête au dix-neuvième tour avec une douzaine de secondes d'avance mais son moteur part en fumée, ruinant pour la quatrième fois de la saison ses espoirs nés d'un départ en pole position. 
Dès lors, Verstappen, tranquillement en tête, ne discute avec son ingénieur que des temps au tour à réaliser pour ménager sa monture, ce qui ne l'empêche pas de finir avec plus de vingt secondes d'avance sur son coéquipier. De même, George Russell roule isolé en troisième position, loin de Pérez et loin devant Lewis Hamilton. Ce dernier, qui se plaint de vives douleurs au dos, profite d'une deuxième voiture de sécurité virtuelle, au trente-troisième tour après l'abandon de Kevin Magnussen, pour se chausser de neuf et rattraper Pierre Gasly, qu'il dépasse à huit tours du but ; le Français, cinquième, obtient toutefois son meilleur résultat de la saison. Sebastian Vettel et Fernando Alonso finissent sixième et septième, Daniel Ricciardo et Lando Norris, qui ont beaucoup discuté d'un éventuel échange de positions pour chasser Alonso, se classent huitième et neuvième tandis qu'Esteban Ocon prend le dernier point en jeu.  
Verstappen (150 points) et Pérez (129 points) occupent désormais les deux premières places du championnat, Leclerc restant à 116 points, devancé de 34 unités par le champion du monde en titre. Russell (99 points), seul pilote à avoir marqué à chaque course et toujours parmi les cinq premiers à l'arrivée, reste solidement installé au quatrième rang. Sainz qui n'a pas marqué (83 points) est cinquième devant Hamilton (62 points) ; suivent Norris (50 points), Bottas (40 points), Ocon (31 points), Gasly et Alonso avec 16 points chacun. Mick Schumacher et Nicholas Latifi sont les seuls à n'avoir pas encore marqué. Red Bull Racing (279 points) fait le trou au classement des constructeurs, devant Ferrari (199 points) qui voit Mercedes se rapprocher (161 points). Nettement plus loin, McLaren (65 points) occupe la quatrième place devant Alpine (47 points), Alfa Romeo (41 points), Alpha Tauri (27 points), Haas (15 points), Aston Martin (15 points également) et Williams (3 points).

## Pneus disponibles
| Pneus pour piste sèche | Pneus pour piste sèche | Pneus pour piste sèche | Pneus pluie    | Pneus pluie |
| ---------------------- | ---------------------- | ---------------------- | -------------- | ----------- |
| Durs (Type C3)         | Medium (Type C4)       | Tendres (Type C5)      | Intermédiaires | Pluie       |

## Essais libres

### Première séance, le vendredi de 15 h à 16 h
| Pos. | Pilote           | Voiture        | Chrono         | Écart     |
| ---- | ---------------- | -------------- | -------------- | --------- |
| 1    | Sergio Pérez     | Red Bull       | 1 min 45 s 476 |           |
| 2    | Charles Leclerc  | Ferrari        | 1 min 45 s 603 | + 0 s 127 |
| 3    | Max Verstappen   | Red Bull       | 1 min 45 s 810 | + 0 s 334 |
| 4    | Carlos Sainz Jr. | Ferrari        | 1 min 46 s 012 | + 0 s 536 |
| 5    | Fernando Alonso  | Alpine-Renault | 1 min 46 s 571 | + 1 s 095 |
| 6    | Lewis Hamilton   | Mercedes       | 1 min 46 s 667 | + 1 s 191 |

### Deuxième séance, le vendredi de 18 h à 19 h
| Pos. | Pilote           | Voiture             | Chrono         | Écart     |
| ---- | ---------------- | ------------------- | -------------- | --------- |
| 1    | Charles Leclerc  | Ferrari             | 1 min 43 s 224 |           |
| 2    | Sergio Pérez     | Red Bull            | 1 min 43 s 472 | + 0 s 248 |
| 3    | Max Verstappen   | Red Bull            | 1 min 43 s 580 | + 0 s 356 |
| 4    | Fernando Alonso  | Alpine-Renault      | 1 min 44 s 142 | + 1 s 918 |
| 5    | Carlos Sainz Jr. | Ferrari             | 1 min 44 s 274 | + 1 s 050 |
| 6    | Pierre Gasly     | AlphaTauri-Red Bull | 1 min 44 s 315 | + 1 s 091 |

### Troisième séance, le samedi de 15 h 15 à 16 h 15
| Pos. | Pilote           | Voiture          | Chrono         | Écart     |
| ---- | ---------------- | ---------------- | -------------- | --------- |
| 1    | Sergio Pérez     | Red Bull         | 1 min 43 s 170 |           |
| 2    | Charles Leclerc  | Ferrari          | 1 min 43 s 240 | + 0 s 070 |
| 3    | Max Verstappen   | Red Bull         | 1 min 43 s 449 | + 0 s 279 |
| 4    | Carlos Sainz Jr. | Ferrari          | 1 min 43 s 596 | + 0 s 426 |
| 5    | Lando Norris     | McLaren-Mercedes | 1 min 44 s 418 | + 1 s 248 |
| 6    | Daniel Ricciardo | McLaren-Mercedes | 1 min 44 s 476 | + 1 s 306 |

- La troisième séance d'essais libres débute avec un quart d'heure de retard à cause d'un incident à la fin de la première course de Formule 2 du weekend lorsque, après une ultime relance pour un seul tour, Ralph Boschung tasse Calan Williams qui s'encastre dans les barrières puis est percuté par Cem Bölükbaşı et Marino Sato. Si les pilotes sortent tous indemnes de ce carambolage, les dégâts sur les protections nécessitent une intervention qui n'était toujours pas terminée à l'heure prévue du début de l'ultime séance d'essais de la Formule 1[7],[8].

## Séance de qualification, le samedi de 18 h 15 à 19 h 15

### Résultats des qualifications et grille de départ
| Pos.                                                                                      | Pilote           | Écurie                | Qualifications 1 | Qualifications 2 | Qualifications 3 |
| ----------------------------------------------------------------------------------------- | ---------------- | --------------------- | ---------------- | ---------------- | ---------------- |
| 1                                                                                         | Charles Leclerc  | Ferrari               | 1 min 42 s 865   | 1 min 42 s 046   | 1 min 41 s 359   |
| 2                                                                                         | Sergio Pérez     | Red Bull              | 1 min 42 s 733   | 1 min 41 s 955   | 1 min 41 s 641   |
| 3                                                                                         | Max Verstappen   | Red Bull              | 1 min 42 s 722   | 1 min 42 s 227   | 1 min 41 s 706   |
| 4                                                                                         | Carlos Sainz Jr. | Ferrari               | 1 min 42 s 957   | 1 min 42 s 088   | 1 min 41 s 814   |
| 5                                                                                         | George Russell   | Mercedes              | 1 min 43 s 754   | 1 min 43 s 281   | 1 min 42 s 712   |
| 6                                                                                         | Pierre Gasly     | AlphaTauri-Red Bull   | 1 min 43 s 268   | 1 min 43 s 129   | 1 min 42 s 845   |
| 7                                                                                         | Lewis Hamilton   | Mercedes              | 1 min 43 s 939   | 1 min 43 s 182   | 1 min 42 s 924   |
| 8                                                                                         | Yuki Tsunoda     | AlphaTauri-Red Bull   | 1 min 43 s 595   | 1 min 43 s 376   | 1 min 43 s 056   |
| 9                                                                                         | Sebastian Vettel | Aston Martin-Mercedes | 1 min 43 s 279   | 1 min 43 s 268   | 1 min 43 s 091   |
| 10                                                                                        | Fernando Alonso  | Alpine-Renault        | 1 min 44 s 083   | 1 min 43 s 360   | 1 min 43 s 173   |
| 11                                                                                        | Lando Norris     | McLaren-Mercedes      | 1 min 44 s 237   | 1 min 43 s 398   |                  |
| 12                                                                                        | Daniel Ricciardo | McLaren-Mercedes      | 1 min 44 s 437   | 1 min 43 s 574   |                  |
| 13                                                                                        | Esteban Ocon     | Alpine-Renault        | 1 min 43 s 903   | 1 min 43 s 585   |                  |
| 14                                                                                        | Zhou Guanyu      | Alfa Romeo-Ferrari    | 1 min 43 s 777   | 1 min 43 s 790   |                  |
| 15                                                                                        | Valtteri Bottas  | Alfa Romeo-Ferrari    | 1 min 44 s 478   | 1 min 44 s 444   |                  |
| 16                                                                                        | Kevin Magnussen  | Haas-Ferrari          | 1 min 44 s 643   |                  |                  |
| 17                                                                                        | Alexander Albon  | Williams-Mercedes     | 1 min 44 s 719   |                  |                  |
| 18                                                                                        | Nicholas Latifi  | Williams-Mercedes     | 1 min 45 s 367   |                  |                  |
| 19                                                                                        | Lance Stroll     | Aston Martin-Mercedes | 1 min 45 s 371   |                  |                  |
| 20                                                                                        | Mick Schumacher  | Haas-Ferrari          | 1 min 45 s 775   |                  |                  |
| Temps minimal à réaliser pour la qualification : 1 min 49 s 912 (107 % de 1 min 42 s 722) |                  |                       |                  |                  |                  |

- Le règlement de la discipline prévoit une période d'au moins deux heures entre la fin de la dernière séance d'essais et le début des qualifications ; les qualifications ne peuvent donc pas débuter à 18 h. Dans un communiqué, la FIA confirme le report du lancement de la session qualificative : « Suite au retard du début des EL3, dû à la réparation des barrières après la Course Sprint de F2, le début des qualifications sera retardé de quinze minutes, conformément à l'article 39 du Règlement Sportif[8]. »

## Course

### Classement de la course
| Pos. | no | Pilote           | Écurie                | Tours | Temps/Abandon                      | Grille | Points |
| ---- | -- | ---------------- | --------------------- | ----- | ---------------------------------- | ------ | ------ |
| 1    | 1  | Max Verstappen   | Red Bull              | 51    | 1 h 34 min 05 s 941 (195,144 km/h) | 3      | 25     |
| 2    | 11 | Sergio Pérez     | Red Bull              | 51    | + 20 s 823                         | 2      | 18 + 1 |
| 3    | 63 | George Russell   | Mercedes              | 51    | + 45 s 995                         | 5      | 15     |
| 4    | 44 | Lewis Hamilton   | Mercedes              | 51    | + 1 min 11 s 679                   | 7      | 12     |
| 5    | 10 | Pierre Gasly     | AlphaTauri-Red Bull   | 51    | + 1 min 17 s 299                   | 6      | 10     |
| 6    | 5  | Sebastian Vettel | Aston Martin-Mercedes | 51    | + 1 min 24 s 099                   | 9      | 8      |
| 7    | 14 | Fernando Alonso  | Alpine-Renault        | 51    | + 1 min 28 s 596                   | 10     | 6      |
| 8    | 3  | Daniel Ricciardo | McLaren-Mercedes      | 51    | + 1 min 32 s 207                   | 12     | 4      |
| 9    | 4  | Lando Norris     | McLaren-Mercedes      | 51    | + 1 min 32 s 556                   | 11     | 2      |
| 10   | 31 | Esteban Ocon     | Alpine-Renault        | 51    | + 1 min 48 s 184                   | 13     | 1      |
| 11   | 77 | Valtteri Bottas  | Alfa Romeo-Ferrari    | 50    | + 1 tour                           | 15     |        |
| 12   | 23 | Alexander Albon  | Williams-Mercedes     | 50    | + 1 tour                           | 17     |        |
| 13   | 22 | Yuki Tsunoda     | AlphaTauri-Red Bull   | 50    | + 1 tour                           | 8      |        |
| 14   | 47 | Mick Schumacher  | Haas-Ferrari          | 50    | + 1 tour                           | 20     |        |
| 15   | 6  | Nicholas Latifi  | Williams-Mercedes     | 50    | + 1 tour                           | 18     |        |
| 16   | 18 | Lance Stroll     | Aston Martin-Mercedes | 46    | Vibrations                         | 19     |        |
| Abd. | 20 | Kevin Magnussen  | Haas-Ferrari          | 31    | Moteur                             | 16     |        |
| Abd. | 24 | Zhou Guanyu      | Alfa Romeo-Ferrari    | 23    | Moteur                             | 14     |        |
| Abd. | 16 | Charles Leclerc  | Ferrari               | 21    | Moteur                             | 1      |        |
| Abd. | 55 | Carlos Sainz Jr. | Ferrari               | 8     | Hydraulique                        | 4      |        |

### Pole position et record du tour
- Pole position :  Charles Leclerc (Ferrari) en 1 min 41 s 359 (213,210 km/h)[12].
- Meilleur tour en course :  Sergio Pérez (Red Bull) en 1 min 46 s 046 (203,787 km/h) au trente-sixième tour ;  deuxième de la course, il remporte le point bonus associé au meilleur tour en course[13].

### Tours en tête
- Sergio Pérez (Red Bull) : 14 tours (1-14)[14]
- Charles Leclerc (Ferrari) : 1 tour (19)
- Max Verstappen (Red Bull) : 36 tours (15-18 / 20-51)

## Classements généraux à l'issue de la course
| Pos. | Pilote           | Écurie                | Points |
| ---- | ---------------- | --------------------- | ------ |
| 1    | Max Verstappen   | Red Bull              | 150    |
| 2    | Sergio Pérez     | Red Bull              | 129    |
| 3    | Charles Leclerc  | Ferrari               | 116    |
| 4    | George Russell   | Mercedes              | 99     |
| 5    | Carlos Sainz Jr. | Ferrari               | 83     |
| 6    | Lewis Hamilton   | Mercedes              | 62     |
| 7    | Lando Norris     | McLaren-Mercedes      | 50     |
| 8    | Valtteri Bottas  | Alfa Romeo-Ferrari    | 40     |
| 9    | Esteban Ocon     | Alpine-Renault        | 31     |
| 10   | Pierre Gasly     | AlphaTauri-Red Bull   | 16     |
| 11   | Fernando Alonso  | Alpine-Renault        | 16     |
| 12   | Kevin Magnussen  | Haas-Ferrari          | 15     |
| 13   | Daniel Ricciardo | McLaren-Mercedes      | 15     |
| 14   | Sebastian Vettel | Aston Martin-Mercedes | 13     |
| 15   | Yuki Tsunoda     | AlphaTauri-Red Bull   | 11     |
| 16   | Alexander Albon  | Williams-Mercedes     | 3      |
| 17   | Lance Stroll     | Aston Martin-Mercedes | 2      |
| 18   | Zhou Guanyu      | Alfa Romeo-Ferrari    | 1      |

| Pos. | Écurie                | Points |
| ---- | --------------------- | ------ |
| 1    | Red Bull              | 279    |
| 2    | Ferrari               | 199    |
| 3    | Mercedes              | 161    |
| 4    | McLaren-Mercedes      | 65     |
| 5    | Alpine-Renault        | 47     |
| 6    | Alfa Romeo-Ferrari    | 41     |
| 7    | AlphaTauri-Red Bull   | 27     |
| 8    | Haas-Ferrari          | 15     |
| 9    | Aston Martin-Mercedes | 15     |
| 10   | Williams-Mercedes     | 3      |

## Statistiques
Le Grand Prix d'Azerbaïdjan 2022 représente :
- la 15e pole position de Charles Leclerc (toutes obtenues avec Ferrari), sa sixième de la saison[17] ;
- la 25e victoire de Max Verstappen, sa cinquième de la saison[18] ;
- la 81e victoire de Red Bull et sa cinquième consécutive en tant que constructeur[19] ;
- la 6e victoire de Red Bull en tant que motoriste[20] ;
- le 20e doublé de Red Bull[21].

Au cours de ce Grand Prix :
- Max Verstappen passe la barre des 1 700 points inscrits en Formule 1 (1 707,5 points)[22] ;
- Lewis Hamilton est élu « Pilote du jour » à l'issue d'un vote organisé sur le site officiel de la Formule 1[23] ;
- Max Verstappen monte sur son 66e podium avec Red Bull Racing et bat le record de Sebastian Vettel au sein de l'écurie autrichienne[24] ;
- Fernando Alonso bat le record de Michael Schumacher et devient le pilote à la plus longue carrière en Formule 1, ayant disputé son premier Grand Prix il y a 21 ans, 3 mois et 8 jours[25],[26] ;
- Mika Salo (110 Grands Prix disputés entre 1994 et 2002, deux podiums et 33 points inscrits, vainqueur de la catégorie GT2 des 24 Heures du Mans en 2008 et 2009, du championnat American Le Mans Series en 2007 et des 12 Heures de Bathurst en 2014) est nommé assistant des commissaires de course pour ce Grand Prix[27].